# Théophile Schuler
Théophile Schuler   (Estrasburg, 18 de juny de 1821 - Estrasburg, 26 de gener de 1878)va ser un pintor i il·lustrador francès d'estil romàntic. Va donar el seu nom a un premi d'art establert el 1938.

## Biografia
Fill d'un pastor, va estudiar pintura a la seva ciutat natal, gravat en calco a Karlsruhe i finalment va prendre altres lliçons als estudis de Michel Martin Drolling i Paul Delaroche a París entre 1839 i 1843. Després de 1848, es va establir a Estrasburg on va pintar, il·lustrar i impartir cursos de dibuix. A partir de 1859 va col·laborar amb l'editor Pierre-Jules Hetzel, per a qui va il·lustrar obres de Verne (Mestre Zacharius), Hugo (Les Châtiments) i Erckmann-Chatrian, però també un alfabet per a nens, al qual una lletra. "W" es va afegir quan va aparèixer en una edició americana com a Letters Everywhere: Stories And Rhymes For Children, i el clàssic infantil Hans Brinker, o The Silver Skates.
L'obra mestra de Schuler és la monumental pintura a l'oli sobre tela El carro de la mort, creat amb un esperit de desesperació mística després de la Revolució Francesa de 1848 i esdeveniments simultanis similars a Europa. S'exhibeix de manera destacada al Museu Unterlinden de Colmar, al qual l'artista l'ha donat el 1862.
En els seus anys de maduresa a Estrasburg, Schuler va viure en una casa renaixentista a 1, quai Saint-Nicolas. És commemorat amb un retrat en relleu sota la finestra d'oriel. Des de 1918, un carrer d'Estrasburg porta el seu nom (rue Théophile Schuler).

## Premi
El Prix Théophile Schuler s'atorga cada any a artistes locals emergents menors de 35 anys per la Société des Amis des Arts et des Musées d'Estrasburg ("Societat dels amics de les arts i dels museus d'Estrasburg"), fundada el 1832, del qual Schuler era secretari general. Es va establir l'any 1938 gràcies a un llegat de la filla de Schuler, Alsa; l'any 2016, l'import del premi va ser de 3.000 euros.

## Galeria

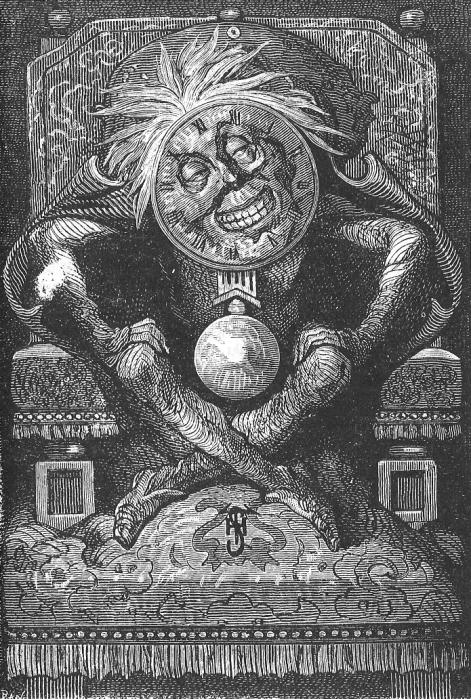
El dimoni del temps. Il·lustració del mestre Zacharius de Jules Verne
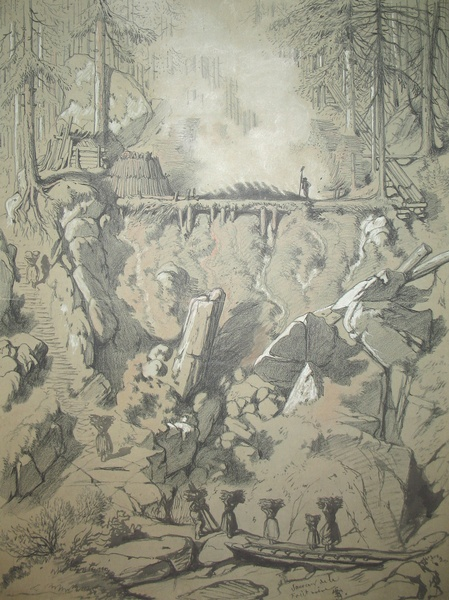
Recordant la Selva Negra (Cabinet des estampes et des dessins, Estrasburg)
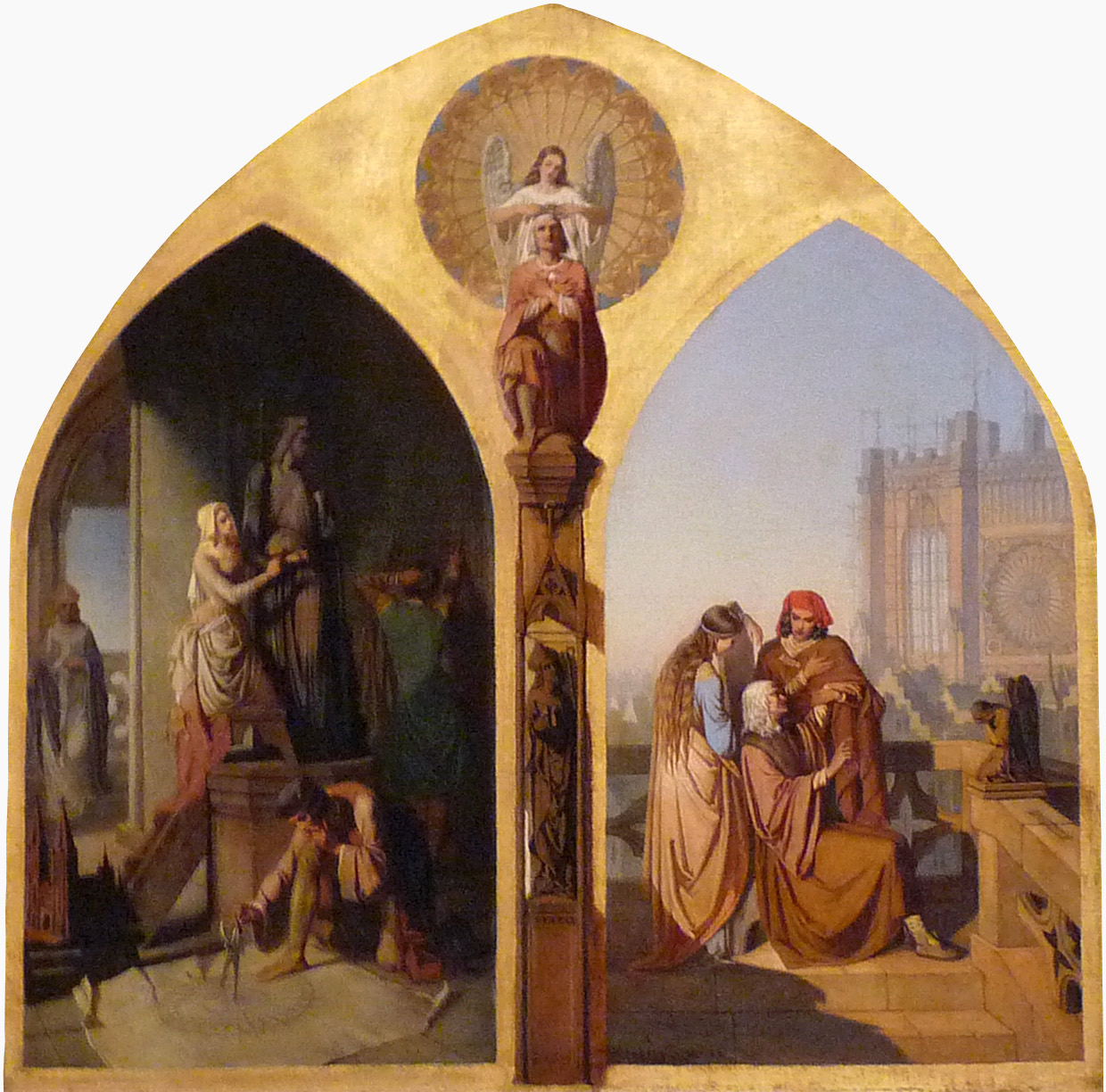
Erwin von Steinbach (1846, Museu de Belles Arts d'Estrasburg)
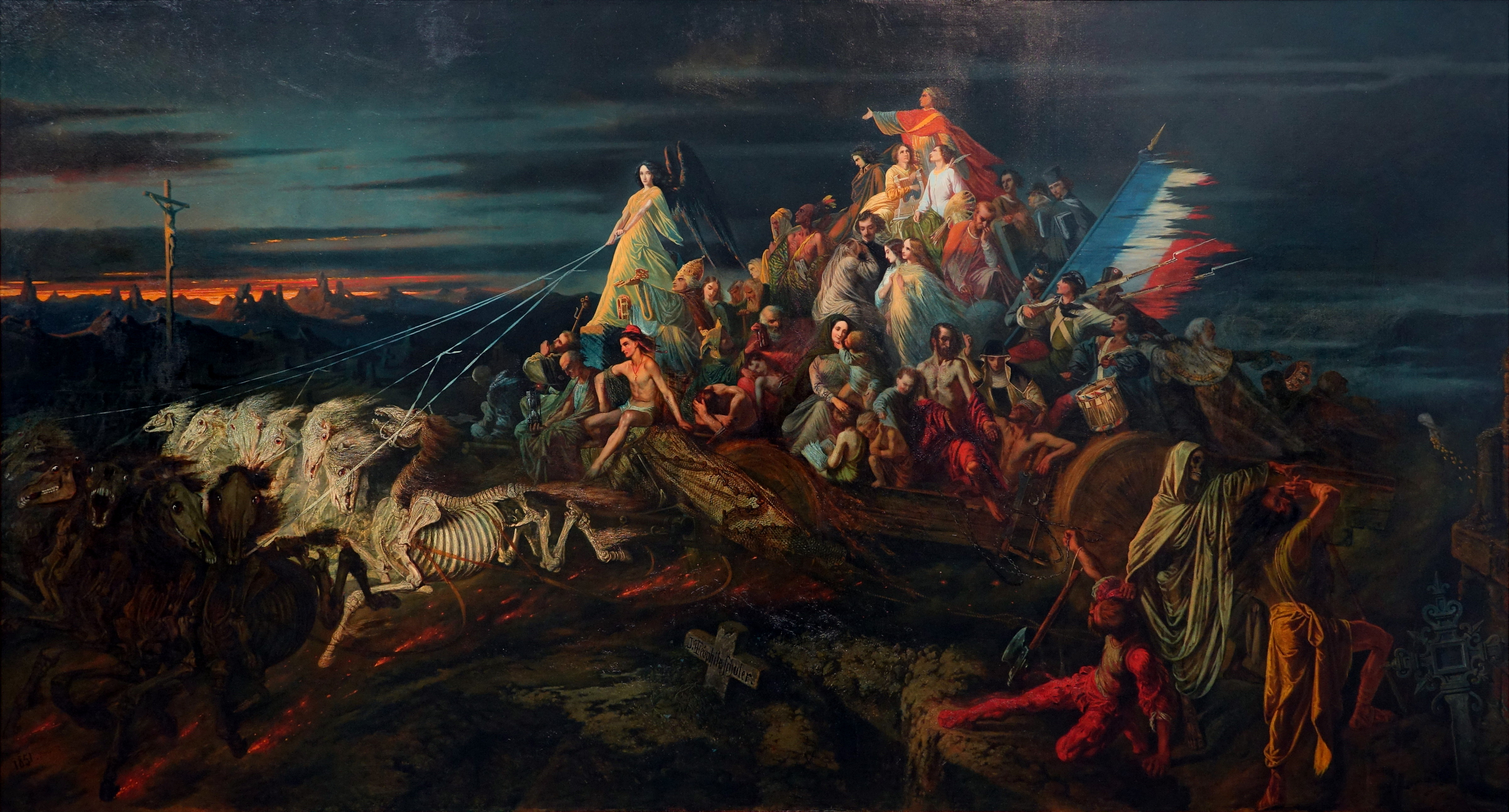
El carro de la mort(1848–1851, Museu Unterlinden, Colmar)
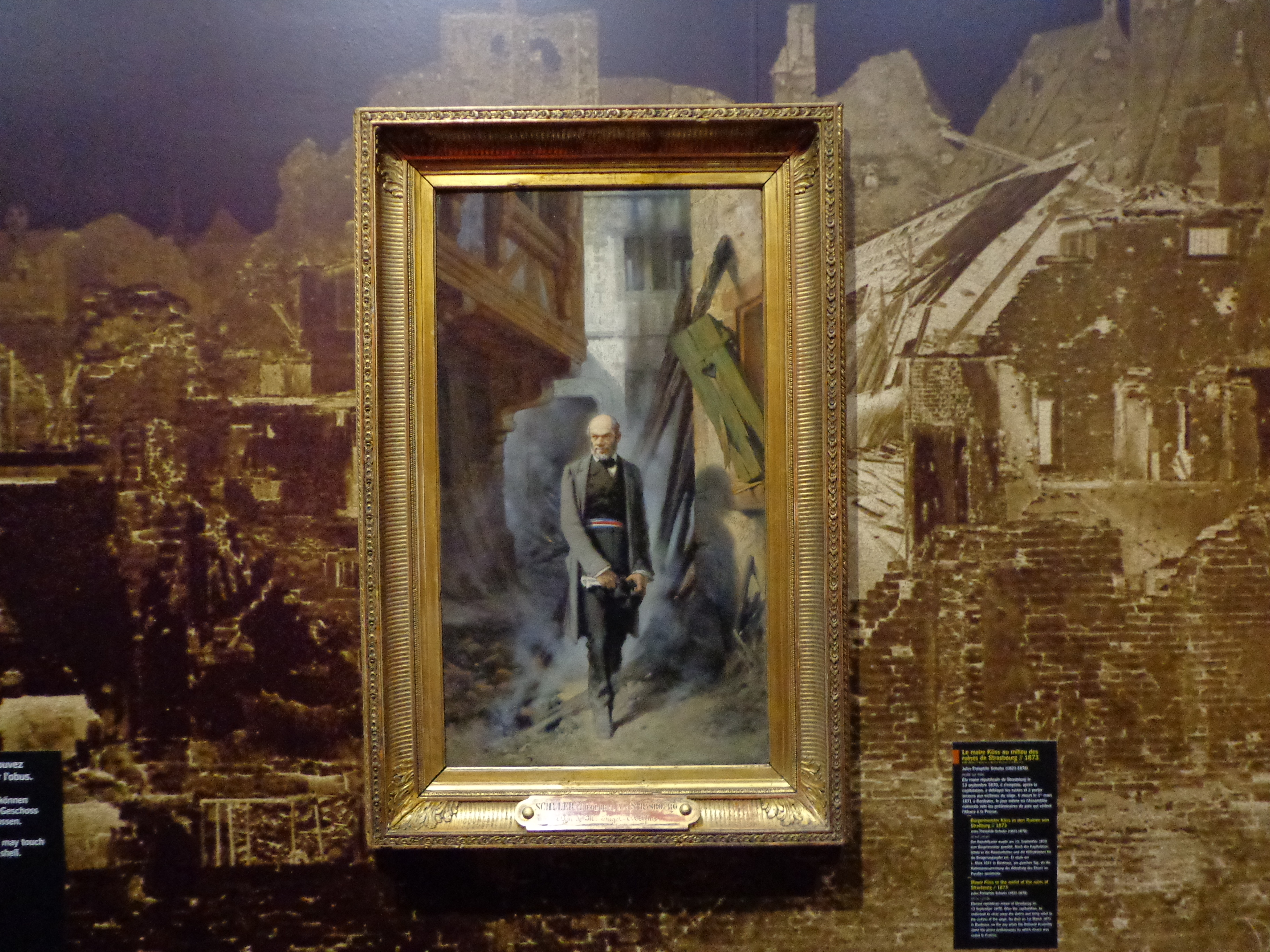
L'alcalde Küss a les ruïnes d'Estrasburg (1873, Museu Històric d'Estrasburg)
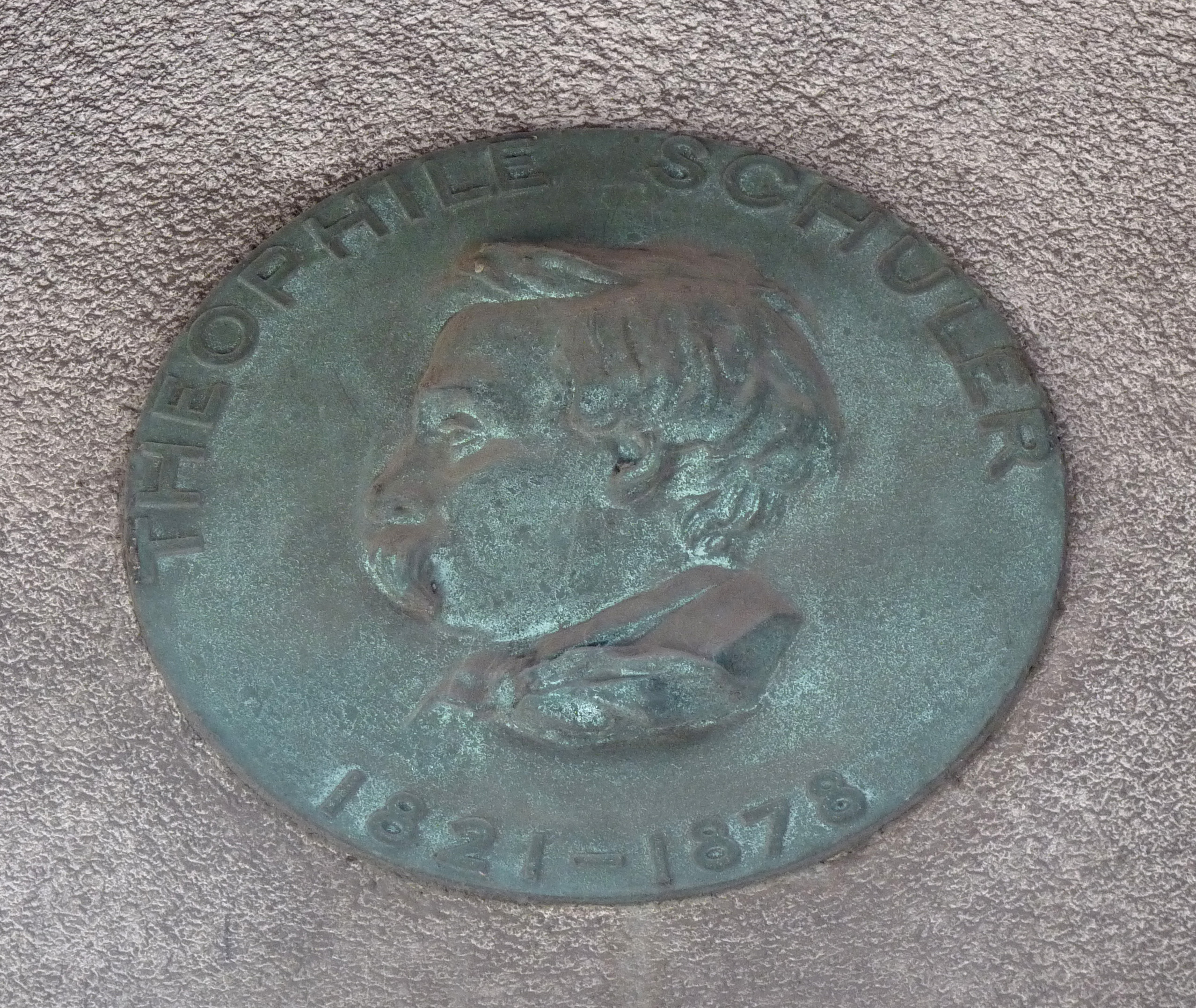
Schuler de Bartholdi